# Pseudoparonellides cryptodontus
Pseudoparonellides cryptodontus är en urinsektsart som beskrevs av John Tenison Salmon 1944. Pseudoparonellides cryptodontus ingår i släktet Pseudoparonellides och familjen Paronellidae. Inga underarter finns listade i Catalogue of Life.